# Rory Block
Aurora « Rory » Block (née le 6 novembre 1949, à Princeton dans le New Jersey) est une artiste américaine, guitariste de blues et chanteuse, renommée dans le style country blues.

## Carrière
Aurora Block est née à Princeton et a grandi à Manhattan. 
Son père, Allan Block, dirigeait une cordonnerie à Greenwich Village dans les années 1960, et la présence constante de membres de la scène folk du Greenwich Village, comme Peter Rowan, Geoff Muldaur et John Sebastian ont impressionné la jeune fille, qui a étudié la guitare classique.
Vers l'âge de 14 ans, elle a commencé à être fascinée par les blues style Mississippi Delta, écoutant ces vieux albums travaillant leur transcription, et apprenant à jouer les chansons. 
À 15 ans, elle quitta la maison familiale à la recherche des derniers géants du blues, comme Mississippi John Hurt, Reverend Gary Davis et Son House, perfectionnant son art dans la musique blues, elle s'est ensuite installée à Berkeley, Californie, où elle a joué dans des clubs et des cafés.
Après avoir pris une semi-retraite pour s'occuper de sa famille, Block est retournée à l'industrie de la musique dans les années 1970 avec un succès mitigé jusqu'à la signature avec Rounder Records en 1981, qui l'a encouragé à revenir à son amour pour la forme classique du blues. Depuis, elle a construit sa propre niche, réalisant de nombreux albums de blues classique et authentique acclamés par la critique y compris beaucoup de reprises de Robert Johnson, incluant Terraplane Blues et Come on in My Kitchen. Block a remporté cinq WC Handy Awards, deux pour Traditional Female Blues Artist (1997, 1998), trois pour Acoustic Blues Album of the Year (1996, 1999, 2007).
Les albums comme Turning Point, Angel of Mercy et Tornado ont présenté des compositions originales pendant que d'autres comme Mama's Blues, Ain't IA Woman et When A Women Gets The Blues rappellent plus ses modèles Tommy et Robert Johnson, et les blueswomen Lottie Beaman ou Mattie Delaney.
Ses participations publiques ont ensuite continué bien que moins fréquentes, elle y est souvent accompagnée de son fils Jordan Block qui joue aussi sur ses albums. Elle a travaillé au début des années 2000, produisant six albums dont un enregistrement en public. Elle a produit au début des années 2000 six albums dont un enregistrement en public. L'album From the Dust a reçu de bonnes critiques tout comme The Lady and Mr. Johnson en 2006.

## Discographie
- 1965 : How to Play Blues Guitar, Elektra Records (sous le nom « Sunshine Kate »)
- 1975 : Rory Block, RCA Victor 0733
- 1976 : Rory Block (I'm in Love), Blue Goose Records 2022
- 1977 : Intoxication, So Bitter Sweet, Chrysalis Records 1157
- 1979 : You're the One, Chrysalis 1233
- 1978 : How to Play the Blues Guitar, Kicking Mule 109
- 1982 : High Heeled Blues, Rounder 3061
- 1983 : Blue Horizon, Rounder 3073
- 1983 : Rhinestone & Steel Strings, Rounder 3085
- 1986 : I've Got a Rock in My Sock!, Rounder 3097
- 1987 : Best Blues and Originals, Rounder 11525
- 1987 : House of Hearts, Rounder 3104
- 1991 : Mama's Blues (live), Rounder 3117
- 1992 : Ain't I A Woman, Rounder 3120
- 1994 : Angel of Mercy, Rounder 3126
- 1995 : When A Woman Gets The Blues, Rounder 3139 (1996 Acoustic Blues Album of the Year)
- 1995 : Turning Point, Munich 145
- 1996 : Tornado, Rounder 3140
- 1997 : Gone Woman Blues: The Country Blues Collection, Rounder 11575
- 1997 : The Early Tapes 1975-1976, Alcazar
- 1998 : Confessions Of A Blues Singer, Rounder 3154 (1999 Acoustic Blues Album of the Year)
- 2002 : I'm Every Woman, Rounder 3174
- 2002 : Women In (E)motion (live album), Rounder
- 2003 : Last Fair Deal, Telarc Records CD-83593
- 2004 : Sisters & Brothers (with Eric Bibb and Maria Muldaur), Telarc CD-83588
- 2005 : From The Dust, Telarc CD-83614
- 2006 : The Lady and Mr Johnson, Rykodisc RCD 10872
- 2008 : Blues Walkin' Like a Man: A Tribute To Son House
- 2011 : Shake 'Em On Down : A Tribute To Mississippi Fred McDowell
- 2020 : Prove it on me chez w:en:Stony Plain Records